# Враніць
Враніць (хорв. Vranjic) — населений пункт у Хорватії, у Сплітсько-Далматинській жупанії у складі міста Солин.

## Населення
Населення за даними перепису 2011 року становило 1 110 осіб.
Динаміка чисельності населення поселення:

## Клімат
Середня річна температура становить 16,09 °C, середня максимальна – 28,80 °C, а середня мінімальна – 3,31 °C. Середня річна кількість опадів – 798 мм.
| Клімат поселення                              | Клімат поселення | Клімат поселення | Клімат поселення | Клімат поселення | Клімат поселення | Клімат поселення | Клімат поселення | Клімат поселення | Клімат поселення | Клімат поселення | Клімат поселення | Клімат поселення | Клімат поселення |
| Показник                                      | Січ.             | Лют.             | Бер.             | Квіт.            | Трав.            | Черв.            | Лип.             | Серп.            | Вер.             | Жовт.            | Лист.            | Груд.            |                  |
| Середній максимум, °C                         | 11,71            | 12,54            | 15,14            | 18,11            | 23,16            | 27,13            | 28,80            | 28,70            | 24,53            | 20,13            | 15,00            | 11,39            |                  |
| Середня температура, °C                       | 7,51             | 8,35             | 10,94            | 13,90            | 18,98            | 22,95            | 25,78            | 25,68            | 21,52            | 17,13            | 11,99            | 8,38             |                  |
| Середній мінімум, °C                          | 3,31             | 4,16             | 6,75             | 9,73             | 14,78            | 18,75            | 22,77            | 22,68            | 18,51            | 14,10            | 8,98             | 5,37             |                  |
| Норма опадів, мм                              | 72               | 61               | 68               | 67               | 58               | 49               | 33               | 47               | 69               | 85               | 101              | 88               |                  |
| Середньомісячна швидкість вітру, м/с          | 3.13             | 3.33             | 3.46             | 3.19             | 2.83             | 2.57             | 2.66             | 2.47             | 2.75             | 2.85             | 3.52             | 3.43             |                  |
| Середньомісячна сонячна радіація, кДж/м²·день | 5478             | 8169             | 11872            | 16515            | 20408            | 23106            | 24710            | 21698            | 16131            | 10435            | 5926             | 4621             |                  |
| --------------------------------------------- | ---------------- | ---------------- | ---------------- | ---------------- | ---------------- | ---------------- | ---------------- | ---------------- | ---------------- | ---------------- | ---------------- | ---------------- | ---------------- |
| Джерело:                                      |                  |                  |                  |                  |                  |                  |                  |                  |                  |                  |                  |                  |                  |